# Рубиновая белка
Рубиновая белка (лат. Rubrisciurus rubriventer) — вид грызунов из семейства беличьих, эндемичный для острова Сулавеси (Индонезия). Единственный вид рода Rubrisciurus.

## Описание
Длина тела рубиновой белки достигает примерно 25-30,5 сантиметров и масса от 500 до 860 граммов. Это самая большая белка, из обитающих на острове Сулавеси. Хвост достигает длины от 18 до 25,5 сантиметров и поэтому заметно короче остального тела. Спина и голова животных коричневые с отчётливыми песочно-коричневыми, красновато-коричневыми и чёрными петринами. Брюшко светло-рыжевато-коричневое, с него ржаво-рыжая окраска распространяется на ноги и красновато-коричневый хвост. На плечах цвет нижней части тела переходит в более тёмный каштаново-коричневый. На ушах имеют отчётливые пучки блестящих чёрных волос. Над глазами тёмный рисунок в форме полумесяца, вокруг глаз песочно-коричневые кольца. Ювенильная окраска соответствует окраске взрослых животных, но более тусклая и поэтому менее чёткая.

## Распространение
Рубиновая белка эндемична для острова Сулавеси, принадлежащего Индонезии. Считается, что она встречается почти во всех лесистых районах острова, но достоверных данных по центральному району и юго-западу острова нет. В окрестностях вулкана Гунунг Ломпобатанг некоторые участки полностью лишены лесной растительности, здесь этот вид, вероятно, отсутствует.

## Oбраз жизни
Гигантская белка Сулавеси, как и все другие виды подсемейства Callosciurinae, обитает в лесу. Она встречается в первичных влажных тропических лесах от нижнего до среднего горного пояса, на высоте до 1512 метров над уровнем моря. Он ведёт дневной образ жизни и, как и большинство белок, питается в основном растительной, особенно фруктами и семенами, а также употребляет насекомых. Мощная структура черепа указывает на то, что они также способны разгрызать скорлупу твёрдых орехов и семян. Животные обычно живут скрытно и тихо, часто их обнаруживают только по громкому разгрызанию твёрдых плодов Pangium edule. Добыча пищи происходит в основном в нижних ярасах леса, в подлеске и на земле, и никогда на высоких деревьях.
Рубиновые белки строят круглые гнёзда диаметром около 30 см из растительного материала, такого как волокна сахарной пальмы, которые они размещают в дуплах деревьев у земли. У содержащихся в неволе самок обычно удаётся идентифицировать только один эмбрион, у них четыре соска по паре с каждой стороны тела.

## Систематика
Рубиновая белка рассматривается единственный вид в монотипическом роде Rubrisciurus. Вид был описан в 1844 году по экземплярам с северо-востока острова Сулавеси.
Внутри вида никакие другие подвиды не выделяются, кроме номинальная форма.

## Статус, угрозы и охрана
Рубиновая белка классифицируется Международным союзом охраны природы и природных ресурсов (МСОП) как уязвимый вид. Угрозы ему связаны с сокращением популяции более чем на 30 % в последние годы из-за растущей вырубки лесов на острове Сулавеси, особенно в низинах, и непосредственной, хотя и относительно редкой охотой на этих животных.